# Perdiu boscana d'orelles roges
La perdiu boscana d'orelles roges(Tropicoperdix charltonii) és una espècie d'ocell de la família dels fasiànids (Phasianidae) que habita zones boscoses i encara terres de conreu a la península de Malaca, nord del Vietnam i Sumatra oriental.

## Taxonomia
Inclosa adés al gènere Arborophila, ha estat ubicada al recentment recuperat gènere Tropicoperdix.

La que era considerada una subespècie del nord de Borneo ha estat separada en una espècie pròpia, amb el nom de Perdiu boscana de Sabah (Tropicoperdix graydoni, Sharpe et Chubb, 1906).